# Oryza glaberrima
Il riso africano (Oryza glaberrima Steud.) è una pianta della famiglia delle Poacee.
Si tratta di una pianta di riso resa domestica presumibilmente circa 2 000–3 000 anni fa nel delta interno del Niger nella parte superiore del corso di questo fiume, ora Mali.

## Distribuzione e habitat
È una specie che cresce nell'Africa occidentale.
Il riso africano mostra maggior tolleranza alle fluttuazioni nell'acqua più profonda, alla tossicità del ferro, ai suoli aridi, alle condizioni climatiche difficili, alla trascuratezza dell'uomo e mostra maggior resistenza alle varietà di insetti nocivi e alle malattie, come ai nematodi (Heterodera sacchari e Meloidogyne), alle Cecidomyiidae, al Benyvirus e alle piante parassite quali la Striga.
Questa specie però ha anche numerose caratteristiche negative nei confronti delle specie di riso asiatico quali l'O. sativa, come la fragilità e la conseguente rottura dei chicchi durante l'operazione di brillatura industriale.
Gli scienziati del Centro africano per il riso sono riusciti a realizzare un incrocio del riso africano con varietà di riso asiatico per produrre un gruppo di cultivar di caratteristiche infraspecie chiamato New Rice for Africa (NERICA).
Recentemente il genoma di O. glaberrima è stato sequenziato.